# سماح السعيد
سماح السعيد (20 سبتمبر 1967 -)، ممثلة مصرية. درست في «المعهد العالي للفنون المسرحية» شاركت في العديد من المسلسلات ومن أشهر أدوارها كانت في مسلسل حضرة المتهم أبي مع الفنان نور الشريف، وشاركت بالعديد من الأعمال من بعده.

## أعمالها

### المسلسلات
- 2003: رجل الأقدار
- 2004: عفاريت السيالة
- 2004: أوراق مصرية ج3
- 2006: حضرة المتهم أبي
- 2006: امرأة من الصعيد الجواني
- 2006: القاهرة 2000
- 2007: قلب امرأة
- 2007: دنيا
- 2007: أزهار
- 2008: وعادت القلوب
- 2008: قمر
- 2008: ذكريات الزمن القادم
- 2008: السماح
- 2009: كريمة كريمة
- 2009: في مهب الريح
- 2009: أولاد الحلال
- 2009: الرحايا حجر القلوب
- 2009: أفراح إبليس
- 2009: أبو ضحكة جنان
- 2010: ونيس وأيامه ج7
- 2010: شيخ العرب همام
- 2010: بيت الباشا
- 2010: العتبة الحمرا
- 2011: لحظة ميلاد
- 2012: حافة الغضب
- 2012: الخواجة عبد القادر
- 2012: الخفافيش
- 2012: الإمام الغزالي
- 2013: ونيس والعباد وأحوال البلاد ج8
- 2013: القاصرات
- 2014: دهشة
- 2016: ونوس
- 2017: عرايس خشب
- 2017: عائلة الحاج نعمان ج1
- 2018: عائلة الحاج نعمان ج2
- 2019: حدوتة مرة
- 2021: أيام
- 2021: إلا أنا
- 2022: وسط البلد
- 2022: رانيا وسكينة
- 2022: بيت الشدة
- 2022: الاختيار 3

### المسرحيات
- 2010: حباك عوضين تامر
- 2018: خيبتنا
- 2019: أنا والنحلة والدبور